# Concierto para oboe en re menor (Marcello)

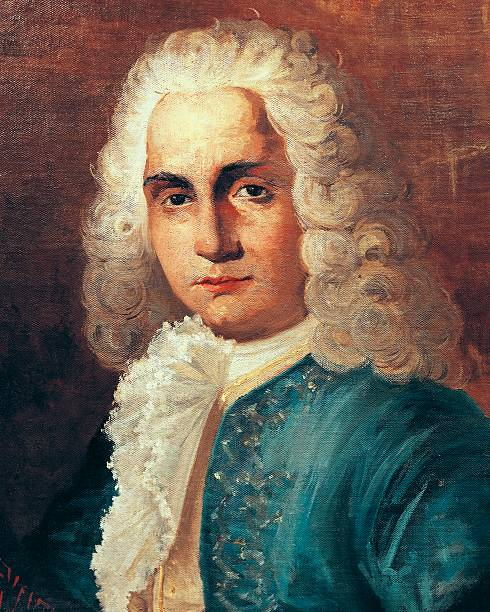
Alessandro Marcello

El Concierto para oboe y cuerdas en re menor fue escrito por Alessandro Marcello a comienzos del siglo XVIII y se ha convertido en su obra más famosa. Es además uno de los conciertos para oboe más interpretados dentro del repertorio oboístico barroco. 
En el pasado, y continuando en el presente, ha sido atribuida erróneamente a ambos compositores coetáneos: Benedetto Marcello y Antonio Vivaldi. Johann Sebastian Bach hizo famosa la pieza al escribir una transcripción de la obra en Do menor para oboe con acompañamiento de clave (que se sustituye por piano en la actualidad).
La pieza de Marcello consta de tres movimientos:

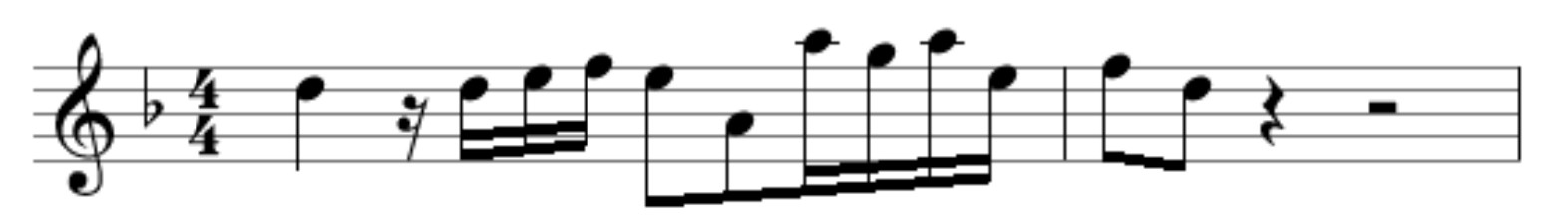
Motivo principal del Andante.

- Andante spiccato, que empieza la orquesta, o instrumento de tecla en sustitución, hasta la enérgica entrada del oboe. El movimiento está escrito en 4/4.

- Adagio: comienza también la orquesta, este es un movimiento muy lento en 3/4.

- Presto en 3/8.

Existen al menos dos versiones diferentes del Adagio que se interpretan con frecuencia. Difieren en lo que respecta a la línea melódica a mitad del movimiento y unos pequeños cambios armónicos en la partitura general de la orquesta.